# Margot Benacerraf
Margot Benacerraf (Caracas, 14 de agosto de 1926 – 29 de maio de 2024) foi uma directora, roteirista e produtora de cinema venezuelana de origem sefardí.

## Biografia
Nascida em uma família rica, de imigrantes judeus marroquinos. Estudou Filosofia e Literatura na Universidade Central da Venezuela, graduando-se em 1947. Depois, escreveu a peça Creciente.
Realizou seus estudos de cinema no IDHEC (Instituo de Estudos Cinematográficos Avançados) na cidade de Paris. Seus dois filmes mais conhecidos são do gênero documentário, e foram Reverón, obra que ilustra a vida do pintor e escultor venezuelano Armando Reverón, e Araya, a qual retrata o trabalho que dia a dia realizavam os trabalhadores das salinas de Araya com métodos tradicionais, ao Oriente de Venezuela. É considerada uma das pioneiras do cinema venezuelano e da América Latina em geral.
Entre os prêmios e reconhecimentos recebidos, é importante realçar que seu filme Araya foi galardoado pela FIPRESCI no XII Festival de Cannes de 1959 (compartilhado ex aequo com Hiroshima mon amour, de Alain Resnais). Ademais, tem recebido várias condecorações, entre elas, o Prêmio Nacional de Cinema (1995), a Ordem Andrés Bello (em duas ocasiões), a Ordem do Libertador e a Ordem Bernardo O’Higgins do Governo de Chile. Tanto Reverón como Araya estão na lista dos melhores documentários do mundo no pequeno Larousse, “Diccionaire du Cinema” escrito pelo eminente historiador de cinema Jean Mitry. Margot Benacerraf é ademais a única cineasta de Venezuela que figura no famoso “Dictionaire dês Cineastes” de Georges Sadoul. E seu filme Araya é o único longametragem venezuelano no “Dictionaire dês Filmes” do mesmo autor.
Depois de Araya, Margot Benacerraf não dirigiu mais filmes, mais dedicou-se a projetos do desenvolvimento do cinema e outras artes em  Venezuela.  Foi fundadora da Cinemateca Nacional de Venezuela em 1966, e sua diretora por três anos consecutivos. Também participou na Junta Diretora do Ateneo de Caracas, e em 1991, com o apoio do escritor Gabriel García Márquez, criou Fundavisual Latina, uma fundação encarregada de promover a arte audiovisual latino-americana em Venezuela. Em fevereiro de 1987, o Ateneo de Caracas abriu uma Sala de Cinema com seu nome, a qual apresenta obras de arte e ensaio. Fez parte da rede do cinemas Circuito Gran Cine. Em 25 de outubro de 2012, a Universidade Central de Venezuela abriu uma videoteca com seu nome, como parte de uma primeira etapa do projecto do Centro de Pesquisa do Cinema e Televisão "Margot Benacerraf", que fará parte do Centro de Arte Metropolitano da Cidade das Artes, na Zona Rental da Praça Venezuela, em Caracas.
Em março de 2015, começou a campanha de  crowdfunding para fazer o documentário Madame Cinéma, sob a vida de Margot Benacerraf, e dirigido por Jonathan Reverón.
Morreu em 29 de maio de 2024, aos 97 anos, em Caracas.

## Filmografia
- Reverón (1952)
- Araya (1958)

## Prémios e nomeações
- Ganhou o prémio da Federação Internacional de Críticos de Cinema (FIPRESCI) no XII Festival de Cannes de 1959 por "Araya" (compartilhado)
- Ganhou o prémio Vulcano do Artista Técnico no XII Festival de Cannes de 1959 por "Araya"